# 万斯选
万斯选（1629年—1694年），字公择，学者称白云先生。浙江寧波衛（今宁波市）人，祖籍河南定遠（今安徽）。清初学者、作家。

## 生平

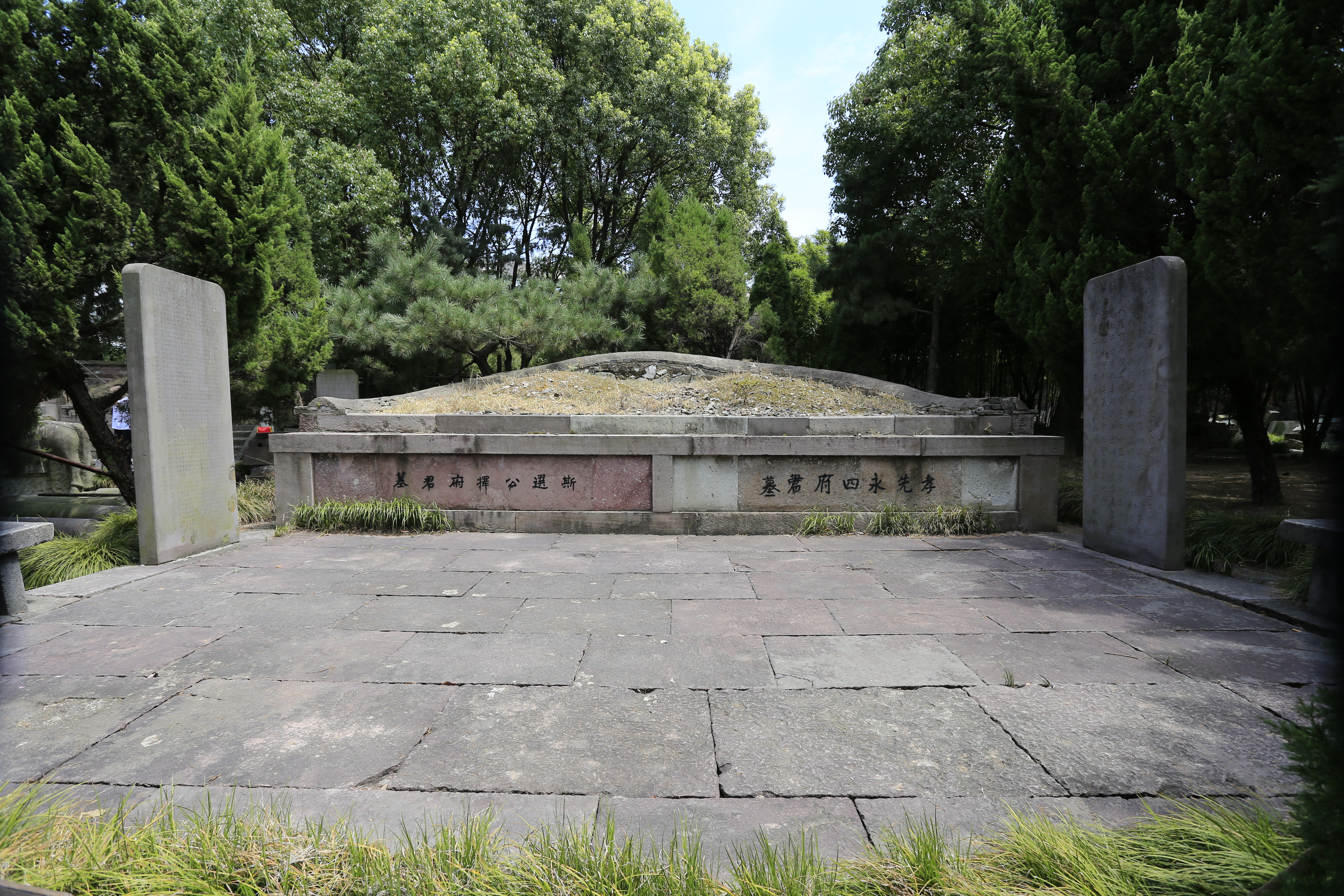
白云庄万斯选墓

明崇祯九年（1636年）考中举人。明朝不久即灭亡，入清后隐居不仕。万泰邀请黄宗羲自余姚至鄞县讲学，万斯选与弟万斯大、万斯同一同学习听讲，三人均为黄宗羲十八高足。与来自杭州的施相、徐介为莫逆之交。
逝世后葬于宁波西郊庄园内，后称白云庄。

## 家族
出生甬上万氏世家，祖上是世袭锦衣卫千户。四世祖万表，曾祖万邦孚，均为明朝军事要人。万斯选系万泰第五子。弟万斯大、万斯同均为著名学者。

## 评价
- 万斯选逝世后，黄宗羲曾痛惜地说：“甬上从游，能续蕺山之传者，唯斯选一人”[2]。

## 著作
- 《事心录》
- 《白云集》